# Cirujano general de los Estados Unidos
El Cirujano general de los Estados Unidos es el jefe operativo del Cuerpo Comisionado del Servicio de Salud Pública de los Estados Unidos (PHSCC) y, por lo tanto, el principal portavoz en asuntos de salud pública en el gobierno federal de los Estados Unidos. La oficina y el personal del Cirujano General se conocen como la Oficina del Cirujano General (OSG), que se encuentra dentro de la Oficina del Subsecretario de Salud.
El cirujano general de los Estados Unidos es nominado por el presidente de los Estados Unidos y confirmado por el Senado. El cirujano general debe ser designado entre personas que sean miembros del cuerpo regular del Servicio de Salud Pública de los EE. UU. y que tengan capacitación especializada o experiencia significativa en programas de salud pública. Sin embargo, no existe un requisito de tiempo para ser miembro del Servicio de Salud Pública antes de ocupar el cargo de Cirujano General, y los candidatos tradicionalmente eran designados como miembros del Servicio de Salud Pública y Cirujano General al mismo tiempo. El Cirujano General cumple un mandato de cuatro años y, dependiendo de si el subsecretario de salud actual es un oficial del cuerpo comisionado, es el oficial uniformado de mayor rango o el siguiente en rango del cuerpo comisionado, con el rango de vicealmirante. El actual cirujano general es el vicealmirante Vivek Murthy.

## Historia
En 1798, el Congreso estableció el Marine Hospital Fund, una red de hospitales que atendía a marineros enfermos y discapacitados. El Marine Hospital Fund se reorganizó siguiendo líneas militares en 1870 y se convirtió en el Marine Hospital Service, el predecesor del actual Servicio de Salud Pública de los Estados Unidos. El servicio se convirtió en una oficina separada del Departamento del Tesoro con su propio personal, administración, sede en Washington D. C. y el puesto de cirujano supervisor (luego cirujano general, donde en este contexto, el adjetivo pospositivo "general" que sigue al sustantivo significa generalizado o general, no rango militar).
Después de 141 años bajo el Departamento del Tesoro, el Servicio pasó a depender de la Agencia Federal de Seguridad en 1939, luego del Departamento de Salud, Educación y Bienestar (HEW) en 1953 y, finalmente, del Departamento de Salud y Servicios Humanos de los Estados Unidos (HHS).
Antes de 1970, el cirujano general se seleccionaba tradicionalmente entre oficiales uniformados de carrera. Hoy en día, el cirujano general generalmente se selecciona de la comunidad civil, que se alinea más estrechamente con el partido político del presidente. La oficina no es particularmente poderosa y tiene poco impacto legal directo en la formulación de políticas, pero los cirujanos generales a menudo son defensores vocales de políticas de salud que sientan precedentes, son previsoras, no convencionales o incluso impopulares.
- El 11 de enero de 1964, Luther Terry publicó un informe histórico que decía que fumar puede ser peligroso para la salud, lo que provocó esfuerzos antitabaco en todo el país. Terry y su comité definieron que fumar cigarrillos de nicotina no es una adicción.[7]  El comité en sí estaba formado en gran parte por médicos que fumaban. Este informe no fue corregido durante 24 años.[8]
- En 1986, el informe de C. Everett Koop sobre el SIDA pedía algún tipo de educación sobre el SIDA en los primeros grados de la escuela primaria y apoyaba plenamente el uso de preservativos para la prevención de enfermedades.[9] También resistió la presión de la administración Reagan para informar que el aborto era psicológicamente dañino para las mujeres, afirmando que creía que era una cuestión moral más que de salud pública.
- En 1994, Joycelyn Elders habló en una conferencia de las Naciones Unidas sobre el SIDA. Se le preguntó si sería apropiado promover la masturbación como un medio para evitar que los jóvenes participen en formas de actividad sexual más riesgosas. Ella respondió: "Creo que es parte de la sexualidad humana, y tal vez debería enseñarse".[10] Elders también se pronunció a favor de estudiar la legalización de las drogas. En una referencia al problema nacional del aborto, dijo: "Realmente necesitamos superar esta historia de amor con el feto y comenzar a preocuparnos por los niños".[11] Fue despedida por el presidente Bill Clinton en diciembre de 1994.

El Ejército, la Armada y la Fuerza Aérea de los EE. UU. también tienen oficiales que supervisan los asuntos médicos en sus respectivos servicios que ostentan el título de Cirujano General, de sus respectivos servicios, mientras que el cirujano general de los Estados Unidos es el cirujano general de todo el país.
La insignia del cirujano general y el USPHS usan el caduceo en lugar de la Vara de Asclepio.

## Responsabilidades
El cirujano general reporta al subsecretario de salud (ASH). El ASH puede ser un almirante de cuatro estrellas en el cuerpo comisionado y se desempeña como asesor principal del secretario de salud y servicios humanos en temas científicos y de salud pública. El Cirujano General es el jefe general del cuerpo comisionado, un cuadro de 6500 miembros de profesionales de la salud uniformados que están de guardia las 24 horas del día y pueden ser enviados por el secretario del HHS o por el subsecretario de salud en caso de un emergencia de salud pública.
El Cirujano General también es la máxima autoridad en la adjudicación de varios premios y condecoraciones de salud pública, el más alto de los cuales se puede otorgar directamente es el Medallón del Cirujano General (el premio más alto otorgado por acción de la junta es la Medalla por Servicio Distinguido del Servicio de Salud Pública). El Cirujano General también tiene muchos deberes informales, como educar al público estadounidense sobre temas de salud y promover opciones de estilo de vida saludables.
La oficina también emite periódicamente advertencias sanitarias. Quizás el ejemplo más conocido de esto es la etiqueta de advertencia del cirujano general que ha estado presente en todos los paquetes de cigarrillos de tabaco estadounidenses desde 1966. Una advertencia de salud similar ha aparecido en las etiquetas de las bebidas alcohólicas desde 1988.

## Listado de cirujanos generales de los Estados Unidos
| No. | Foto | Nombre (Nacimiento–Muerte)                                   | Mandato                 | Mandato                  | Mandato              | Designado por (mandato)           | Ref.          |
| No. | Foto | Nombre (Nacimiento–Muerte)                                   | Asumió el cargo         | Dejó el cargo            | Tiempo en la oficina | Designado por (mandato)           | Ref.          |
| --- | ---- | ------------------------------------------------------------ | ----------------------- | ------------------------ | -------------------- | --------------------------------- | ------------- |
| 1   |      | John Maynard Woodworth (1837–1879)                           | 29 de marzo de 1871     | 14 de marzo de 1879      | 7 años               | Ulysses S. Grant (1869–1877)      |               |
| 2   |      | Comodoro John B. Hamilton (1847–1898)                        | 3 de abril de 1879      | 1 de junio de 1891       | 12 años              | Rutherford B. Hayes (1877–1881)   |               |
| 3   |      | Comodoro Walter Wyman (1848–1911)                            | 1 de junio de 1891      | 21 de noviembre de 1911  | 20 años              | Benjamin Harrison (1889–1893)     |               |
| 4   |      | Commodoro Rupert Blue (1868–1948)                            | 13 de enero de 1912     | 3 de marzo de 1920       | 8 años               | William Howard Taft (1909–1913)   |               |
| 5   |      | Almirante Hugh S. Cumming (1869–1948)                        | 3 de marzo de 1920      | 31 de enero de 1936      | 15 años              | Woodrow Wilson (1913–1921)        |               |
| 6   |      | Contraalmirante Thomas Parran Jr. (1892–1968)                | 6 de abril de 1936      | 6 de abril de 1948       | 12 años              | Franklin D. Roosevelt (1933–1945) |               |
| 7   |      | Contraalmirante Leonard A. Scheele (1907–1993)               | 6 de abril de 1948      | 8 de agosto de 1956      | 8 años               | Harry S. Truman (1945–1953)       |               |
| 8   |      | Contraalmirante Leroy E. Burney (1906–1998)                  | 8 de agosto de 1956     | 29 de enero de 1961      | 4 años               | Dwight D. Eisenhower (1953–1961)  |               |
| 9   |      | Luther Terry (1911–1985)                                     | 2 de marzo de 1961      | 1 de octubre de 1965     | 4 años               | John F. Kennedy (1961–1963)       |               |
| 10  |      | William H. Stewart (1921–2008)                               | 1 de octubre de 1965    | 1 de agosto de 1969      | 3 años               | Lyndon B. Johnson (1963–1969)     |               |
| –   |      | Contraalmirante Richard A. Prindle (c. 1926–2001) En el acto | 1 de agosto de 1969     | 18 de diciembre de 1969  | 0 años               | Richard Nixon (1969–1974)         | [ 14 ] [ 15 ] |
| 11  |      | Jesse L. Steinfeld (1927–2014)                               | 18 de diciembre de 1969 | 30 de enero de 1973      | 3 años               | Richard Nixon (1969–1974)         | [ 16 ] [ 17 ] |
| –   |      | Contraalmirante S. Paul Ehrlich Jr. (1932–2005) En el acto   | 31 de enero de 1973     | 13 de julio de 1977      | 4 años               | Richard Nixon (1969–1974)         | [ 18 ]        |
| 12  |      | Vicealmirante Julius B. Richmond (1916–2008)                 | 13 de julio de 1977     | 20 de enero de 1981      | 3 años               | Jimmy Carter (1977–1981)          | [ 19 ]        |
| –   |      | Contraalmirante John C. Greene (1936–2016) En el acto        | 21 de enero de 1981     | 14 de mayo de 1981       | 0 años               | Ronald Reagan (1981–1989)         |               |
| –   |      | Edward Brandt Jr. (1933–2007) En el acto                     | 14 de mayo de 1981      | 21 de enero de 1982      | 0 años               | Ronald Reagan (1981–1989)         |               |
| 13  |      | Vicealmirante C. Everett Koop (1916–2013)                    | 21 de enero de 1982     | 1 de octubre de 1989     | 7 años               | Ronald Reagan (1981–1989)         |               |
| –   |      | Almirante James O. Mason (1930–2019) En el acto              | 1 de octubre de 1989    | 9 de marzo de 1990       | 0 años               | George H. W. Bush (1989–1993)     |               |
| 14  |      | Vicealmirante Antonia Novello (born 1944)                    | 9 de marzo de 1990      | 30 de junio de 1993      | 3 años               | George H. W. Bush (1989–1993)     |               |
| –   |      | Contraalmirante Robert A. Whitney (n. 1935) En el acto       | 1 de julio de 1993      | 8 de septiembre de 1993  | 0 años               | Bill Clinton (1993–2001)          |               |
| 15  |      | Vicealmirante Joycelyn Elders (born 1933)                    | 8 de septiembre de 1993 | 31 de diciembre de 1994  | 1 años               | Bill Clinton (1993–2001)          |               |
| –   |      | Contraalmirante Audrey F. Manley (n. 1934) Acting            | 1 de enero de 1995      | 1 de julio de 1997       | 2 años               | Bill Clinton (1993–2001)          |               |
| 16  |      | Almirante David Satcher (n. 1941)                            | 13 de febrero de 1998   | 12 de febrero de 2002    | 3 años               | Bill Clinton (1993–2001)          |               |
| –   |      | Contraalmirante Kenneth P. Moritsugu (n. 1945) En el acto    | 13 de febrero de 2002   | 4 de agosto de 2002      | 0 años               | George W. Bush (2001–2009)        |               |
| 17  |      | Vice Admiral Richard Carmona (n. 1949)                       | 5 de agosto de 2002     | 31 de julio de 2006      | 3 años               | George W. Bush (2001–2009)        |               |
| –   |      | Contraalmirante Kenneth P. Moritsugu (n. 1945) En el acto    | 1 de agosto de 2006     | 30 de septiembre de 2007 | 1 años               | George W. Bush (2001–2009)        |               |
| –   |      | Contraalmirante Steven K. Galson (n. 1956) En el acto        | 1 de octubre de 2007    | 1 de octubre de 2009     | 2 años               | George W. Bush (2001–2009)        |               |
| –   |      | Contraalmirante Donald L. Weaver En el acto                  | 1 de octubre de 2009    | 3 de noviembre de 2009   | 0 años               | Barack Obama (2009–2017)          |               |
| 18  |      | Vicealmirante Regina Benjamin (n. 1956)                      | 3 de noviembre de 2009  | 16 de julio de 2013      | 3 años               | Barack Obama (2009–2017)          | [ 21 ] [ 22 ] |
| –   |      | Contraalmirante Boris Lushniak En el acto                    | 17 de julio de 2013     | 18 de diciembre de 2014  | 1 años               | Barack Obama (2009–2017)          |               |
| 19  |      | Vicealmirante Vivek Murthy (n. 1977)                         | 18 de diciembre de 2014 | 21 de abril de 2017      | 2 años               | Barack Obama (2009–2017)          |               |
| –   |      | Contraalmirante Sylvia Trent-Adams (n. 1965) Acting          | 21 de abril de 2017     | 5 de septiembre de 2017  | 0 años               | Donald Trump (2017–2021)          | [ 23 ]        |
| 20  |      | Vicealmirante Jerome Adams (n. 1974)                         | 5 de septiembre de 2017 | 20 de enero de 2021      | 3 años               | Donald Trump (2017–2021)          |               |
| –   |      | Contraalmirante Susan Orsega En el acto                      | 20 de enero de 2021     | 24 de marzo de 2021      | 62 días              | Joe Biden (2021–Presente)         | [ 24 ]        |
| 21  |      | Vicealmirante Vivek Murthy (n. 1977)                         | 25 de marzo de 2021     | Presente                 |                      | Joe Biden (2021–Presente)         |               |